# Hugo Ganse
Hugo Ganse (* 13. April 1862 in Kunzendorf, Kreis Trebnitz, Niederschlesien; † 18. Mai 1944 ebenda) war ein deutscher Verwaltungsjurist und Ministerialbeamter.

## Leben
Als Sohn eines Gutsinspektors besuchte Ganse das Gymnasium in Kreuzburg (Oberschlesien). Nach dem Abitur studierte er an der Schlesischen Friedrich-Wilhelms-Universität Rechtswissenschaft. 1882 wurde er im Corps Silesia recipiert. Zweimal zeichnete er sich als Senior aus. Nach der Assessorprüfung in Breslau war er zunächst als Spezialkommissar tätig. 1898 wurde er in die Preußische Ansiedlungskommission berufen. Dort rückte er zum Stellvertreter des Präsidenten auf. Nach mehreren Jahren im Preußischen Ministerium für Landwirtschaft, Domänen und Forsten wurde er 1913 zum Präsidenten der Ansiedlungskommission für Westpreußen und Posen ernannt. Nach Ende des Ersten Weltkrieges wurde er von den Polen interniert und ein halbes Jahr gefangen gehalten. 1925 wurde er Abteilungsdirigent der Regierung in Oppeln, 1931 Vizepräsident des Oberpräsidiums der Grenzmark Posen-Westpreußen in Schneidemühl.
Als Pensionär engagierte er sich im Provinzialverein des Deutschen Roten Kreuzes und in verschiedenen Aufsichtsräten. Über 28 Jahre saß er im Repräsentantenkollegium von Georg von Giesches Erben, zuletzt als stellvertretender Vorsitzender. Er rettete das Unternehmen durch den Zusammenschluss mit der US-amerikanischen Harriman/Anaconda-Gruppe am 4. November 1925. Im September 1927 war er unter Adam Stegerwald Vizepräsident des 66. Katholikentages in Dortmund.
Noch in seinen letzten Lebenstagen fuhr er täglich von Obernigk nach Breslau zur Arbeit im Gieschehaus am Schweidnitzer Stadtgraben. Mit 82 Jahren an einer Grippe gestorben, wurde er am 22. Mai 1944 in Obernigk in der Uniform eines Rates 1. Klasse beigesetzt. Bergknappen von Giesches oberschlesischen Gruben hielten die Ehrenwache.

## Ehrungen
Unvollständige Liste
- Eisernes Kreuz am weißen Bande